# 新民路站

新民路站是南宁轨道交通1号线的地铁车站，位于中华人民共和国广西壮族自治区南宁市青秀区民族大道与新民立交桥交叉口、新民立交桥西侧地下。该站在2016年12月28日南宁轨道交通1号线西段通车时开放载客，设有4个出入口和1个岛式站台。
该站曾于2019年8月9日发生一起人质劫持事件，最后劫匪被击毙，人质被解救。

## 设施

### 结构
新民路站设有2层，地面为出入口，地下一层为站厅，地下二层为1号线月台（往石埠／火车东站）的位置。
| 地面     | 出入口                    | 出入口                   |
| 地下一层 | 大堂                      | 客服中心、商店、自助服務 |
| 地下二层 |                           | █ 1号线列車往石埠方向    |
| 地下二层 | 島式月台                  |                          |
| 地下二层 | █ 1号线列車往火车东站方向 |                          |

### 出入口
新民路站形似狹長的方形，設有4個出入口，其中B1出入口设有无障碍电梯。
| 出口編號            | 建議前往的目的地                                           | 照片 |
| ------------------- | ---------------------------------------------------------- | ---- |
| A出入口             | 民族大道、南环路、友爱南路、共和路、金融大厦、国际贸易中心 |      |
| B1出入口            | 经文街、新民中学、电信大楼、广西美术研究所宿舍             |      |
| B2出入口            | 民族大道、新民路、南宁市第二中学、广西科技馆               |      |
| C出入口             | 新民立交桥、东葛路、民族广场、广西骨伤医院                 |      |
| 注： 設有无障碍电梯 |                                                            |      |

## 服务及接驳公交
地铁1号线工作日高峰时段7∶30至9∶00、17∶30至19∶30、节假日行车间隔为6分30秒，工作日的其余时段行车间隔为7分钟。

从新民路站开往火车东站的首班车在每天上午6时44分开出，末班车在每天晚上10时58分开出；开往石埠站的首班车在每天上午6时40分开出，而末班车则在每天晚上10时55分开出。
乘客可在本站周围换乘南宁公交1、6、8、32、33、34、39、45、79、205、706路等13条公交线路。